# Tamsweg
Tamsweg är en köpingskommun i förbundslandet Salzburg i Österrike. Tamsweg är huvudort för distriktet med samma namn. Kommunen har 5 777 invånare (2024) och består av åtta orter (Ortschaften) (inom parentes invånarantal 1 januari 2024):

- Haiden (242)
- Keusching (48)
- Lasaberg (166)
- Mörtelsdorf (929)
- Sauerfeld (447)
- Seetal (124)
- Tamsweg (3 629)
- Wölting (192)